# 8251 Isogai
8251 Isogai (1980 VA) là một thiên thạch xuyên Sao Hỏa được phát hiện vào ngày 08 tháng 11 năm 1980 bởi T. Furuta tại Tokai.

## Link ngoài
- JPL Small-Body Database Browser ngày 8251 Isogai